# Genco
Genco, Inc. (株式会社ジェンコ?, Kabushiki-gaisha Jenco) è uno studio di animazione giapponese fondato il 3 marzo 1997. Situata a Roppongi, a Tokyo, è attualmente amministrata da Tarō Maki. Ha prodotto molti anime, tra i quali: Honey and Clover, Kino's Journey, Alien Nine, Onegai Teacher, Onegai Twins, Shigofumi: Letters from the Departed e Zettai Shōnes.

## Produzioni
- A Tree of Palme
- Alien Nine
- Amazing Nurse Nanako
- Azumanga daiō
- Azumanga daiō - The Very Short Movie
  - Azumanga web daiō
- Battle athletes daiundōkai
- Binzume Yōsei
- Daphne in the Brilliant Blue
- DearS
- Dies irae
- Dotto Koni-chan
- Eiken
- Elfen Lied
- Figure 17
- Genshiken
- Girl's High
- Guyver: The Bioboosted Armor
- Himawari!
- Honey and Clover
- Honey and Clover II
- Ichigeki Sacchu!! HoiHoi-san
- Ikki Tousen
- Kino's Journey
- Kujibiki Unbalance
- Millennium Actress
- Mnemosyne – Mnemosyne no Musume-tachi
- Monochrome Factor
- Nanaka 6/17
- Nazca
- NieA 7
- Onegai Teacher
- Onegai Twins
- PetoPeto-san
- Pluto
- Renkin 3-kyū Magical ? Pokān
- Shigofumi: Letters from the Departed
- Serial Experiments Lain
- Seven of Seven
- Space Pirate Mito
- St. Luminous Mission High School
- SuperDoll Rika-chan
- Super Milk-chan
- Super Robot Wars Original Generation
- Chi ha bisogno di Tenchi? The movie - La vigilia dell'estate
- Chi ha bisogno di Tenchi? The movie - Memorie lontane
- Zero no tsukaima
- Zettai shōnen